# Українці Колими

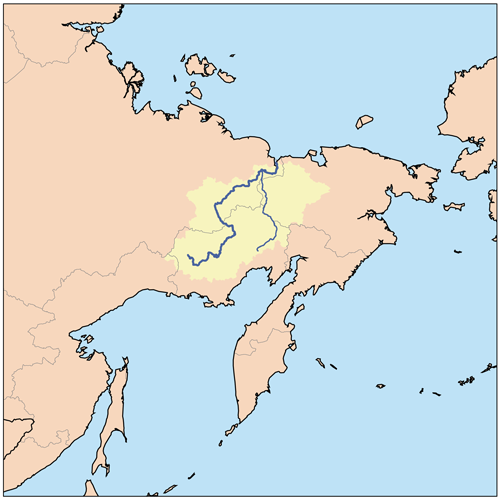
Колимський край (Магаданська область, Чукотський АТ, північний захід Якутії) - регіон проживання українців

Українці Колими — одна з найбільших національних громад, яка сформувалася переважно в радянський період та зробила значний внесок у освоєння та розвиток регіону.
Історія появи українців у Колимському краї пов'язана зі Сталінськими репресіями 1930-50-х років XX століття, потім з індустріалізацією, промисловим та економічним розвитком регіону, під час якого прямували фахівці з Української РСР.
У радянський період чисельність та питома вага українців мала значні масштаби, але на початку 1990-х років внаслідок економічної кризи розпочався масовий виїзд мешканців області «на материк» («на велику землю»). Пік відтоку населення та чистої міграції з регіону припав на 1991—1996 роки, коли поїхали наймобільніші люди, які приїхали за радянських часів.

## Історія

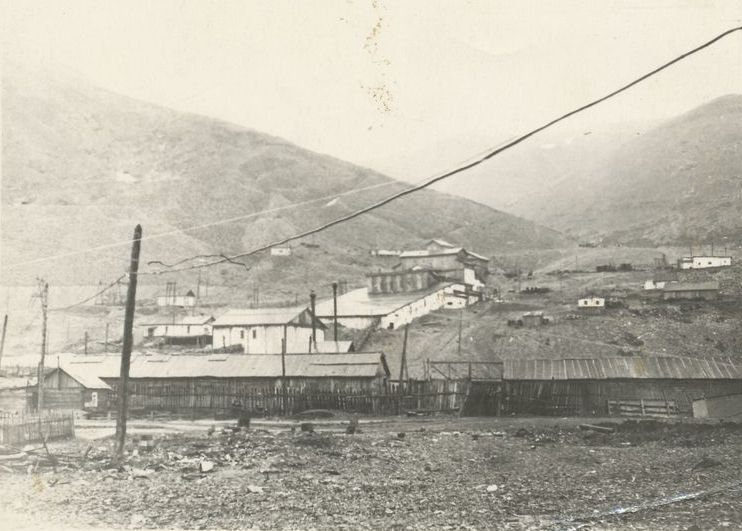
Особлаг № 5 (Берлаг), в якому 2/3 із 20 тис. ув'язнених становили українці. Рудник «Хеніканджа»

У 1940-ті роки в Магаданському краї був організований Особливий табір № 5 (Особлаг № 5, Особлаг Дальстрою, Береговий табір, Берлаг) з розрахунковою штатною чисельністю 30 000—32 000 ув'язнених, який призначався для утримання політичних та особливо небезпечних державних ув'язнених УСВІТЛ (Управление Северо-Восточных исправительно-трудовых лагерей - Управління Північно-Східних виправно-трудових таборів), а також засуджених, які привозяться з «материка» за спеціальними нарядами ГУЛАГу. Табір складався з 19 табірних відділень та 26 табірних пунктів. У Береговому утримувалися учасники антирадянського опору – «лісові брати», «власівці». Понад дві третини з майже 20 тисяч ув'язнених становили засуджені за участь або сприяння діяльності Організації українських націоналістів (ОУН) та Української повстанської армії (УПА).
Після смерті Йосипа Сталіна в кінці березня 1953 був виданий Указ Президії Верховної Ради СРСР і почалася перша амністія, що отримала назву «Беріївська», за нею тільки з таборів протягом року було звільнено 76 тис. осіб або 53% від загальної чисельності ув'язнених.
Проте українців амністія практично не зачепила, 1954 року понад 16 тисяч українців Берегового табору (із загальної кількості 20 508 його ув'язнених) залишилися за колючим дротом. А чотири тисячі ув'язнених-українців Особлага, які вже відбули свій термін, були розселені різними районами Магаданської області на вічне посилання на підставі Указу Президії ЗС СРСР від 21 лютого 1948 року. Особливі табори, неспокійні й у сталінські роки, у 1953-1954 роках стали полем потужного організованого протестного руху. Головними носіями ідеї боротьби за визволення і рушійною силою виступів стали згуртовані групи засуджених за так звану «ОУНівську діяльність».

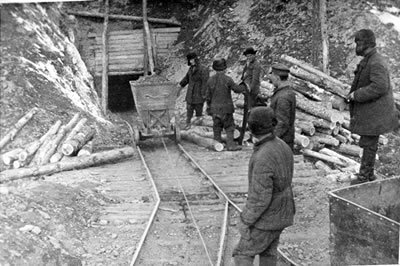
Золоті копальні Колимських таборів ГУЛАГ, в яких перебували українці

У Магаданській області в Особлазі № 5 перебували ув'язнені, які були засуджені за політичну діяльність, а також відомі діячі України, які мали антирадянські настрої:
- Поет Купрієнко А.Т., який характеризувався як «затятий націоналіст, який написав низку віршів проукраїнського антирадянського характеру».
- Ув'язнений Іван Столяр, на якого були дані, що він разом із видатним керівником українських націоналістів М. Лебедем у період німецької окупації виступав по радіо з проголошенням незалежності України. Столяр входив до складу Українського центрального комітету (м. Краків) – громадсько-політичної організації, яка представляла у 1939-1945 роках. інтереси українців генерал-губернаторства, створеного німецькою окупаційною владою на території колишньої Польщі.
- Лікар та письменник Василь Корхут (1905 р.н.) також працював референтом в Українському центральному комітеті. Йому ставилося в провину, що він підписав націоналістичне звернення до українського народу, закликаючи його до об'єднання для боротьби за створення «самостійної України».
- Роман Новосад, випускник Віденської музичної академії, був заарештований радянською розвідкою в 1947 році в англійському секторі Відня разом з ерцгерцогом Вільгельмом Габсбургом – членом імператорської сім'ї, який прославився своїми військовими та дипломатичними талантами, поезією та щирою любов'ю до України.

Чимало українських ув'язнених на Колимі були відомими вченими чи інтелектуалами. Серед них був український математик Михайло Кравчук, який на початок 1930-х років отримав широке визнання на Заході (див. Матриці Кравчука, Багаточлени Кравчука). Після короткого судового розгляду, мабуть, за небажання брати участь у звинуваченнях проти деяких його колег, його відправили на Колиму, де він помер 1942 року. Тяжка робота в трудовому таборі, суворий клімат і мізерна їжа, погане здоров'я, а також безпідставне звинувачення, вплинули на здоров'я. Кравчук загинув у Магадані у Східному Сибіру, за 4 000 миль (6 000 км) від місця народження. Остання стаття Кравчука з'явилася невдовзі після його арешту в 1938 році, проте після публікації його ім'я було прибрано з книг та журналів.
Пізніше ув'язнені українці, які мали невеликі терміни, звільняються з табору та переходять до категорії засланців. Повертатися на батьківщину їм заборонялося. До 1954 року в місті Магадані та різних районах Магаданської області вже налічувалося близько чотирьох тисяч засланих українців. Таким чином, на території області утворилася значна концентрація українців.
Надалі українці переселялися на територію Колимського краю (Магаданська область, Чукотський АТ, північно-східні райони Якутії) за власним бажанням, у зв'язку з промисловим та економічним розвитком регіону в радянський період.
Наразі українська громадська організація «Колима-Славутич» бере участь у громадському та культурному житті Колими.

## Демографічна статистика
За даними переписів населення, протягом кількох десятиліть українці посідають друге місце за чисельністю в Магаданській області.
Найбільша кількість українців у Магаданській області проживала 1989 року — 58 172 особи, близько 15 % від населення регіону.
|                | 1959 осіб | %        | 1979 осіб | %        | 1989 осіб | %        | 2002 чел. | % від всього | 2010осіб | % від всього |
| -------------- | --------- | -------- | --------- | -------- | --------- | -------- | --------- | ------------ | -------- | ------------ |
| всього         | 188889    | 100,00 % | 336951    | 100,00 % | 391687    | 100,00 % | 182726    | 100,00 %     | 156996   | 100,00 %     |
| Росіяни        | 138473    | 73,31 %  | 261321    | 77,55 %  | 294500    | 75,19 %  | 146511    | 80,18 %      | 127936   | 81,49 %      |
| Українці       | 26449     | 14,00 %  | 45084     | 13,38 %  | 58172     | 14,85 %  | 18068     | 9,89 %       | 9857     | 6,28 %       |
| Евени (ламути) | 1960      | 1,04 %   | 1949      | 0,58 %   | 2433      | 0,62 %   | 2527      | 1,38 %       | 2635     | 1,68 %       |
| Татари         | 2517      | 1,33 %   | 4796      | 1,42 %   | 2752      | 0,70 %   | 2006      | 1,10 %       | 1415     | 0,90 %       |
| Білоруси       | 4609      | 2,44 %   | 6085      | 1,81 %   | 7381      | 1,88 %   | 2169      | 1,19 %       | 1121     | 0,71 %       |
| Коряки         | 617       | 0,33 %   | 710       | 0,21 %   | 918       | 0,23 %   | 888       | 0,49 %       | 900      | 0,57 %       |

## Мова
У таборах Колими українська мова існувала переважно у середовищі українських в’язнів. Оскільки репресії зачепили велику частину української інтелігенції, серед в'язнів було чимало освічених людей, які продовжували розмовляти рідною мовою і підтримувати національну ідентичність. Однак використання української мови обмежувалося через постійну загрозу репресій та необхідність спілкуватися російською — мовою офіційних комунікацій у таборах.
Попри це, українська мова продовжувала відігравати важливу роль у міжособистісних стосунках. В'язні обмінювалися не лише спогадами про рідні краї, але й фольклором, поезією та народними піснями. Особливу роль відігравали твори Тараса Шевченка, які були джерелом надії і духовної стійкості для українців.